# Cercle de l'industrie
 (août 2007).
Le Cercle de l'industrie est un groupe de pression patronal français auprès des institutions européennes.

## Création
Lorsque Dominique Strauss-Kahn et Raymond Lévy, PDG de Renault, suggèrent la création d'un groupe de pression, les représentants de différentes sociétés telles que Rhône-Poulenc, Lafarge, Pechiney, Elf, L'Oréal, Bull, Schneider, Renault, Total, ou encore BSN, se réunissent en février 1993 au siège de Publicis. En juin 1993, Raymond Lévy crée le Cercle, qui emménage à Neuilly-sur-Seine, au 171, avenue Charles-de-Gaulle, l'objet déclaré à la préfecture étant le suivant :
Assurer une veille permanente auprès des différentes instances que sont la Commission des CE, le Parlement européen, le GATT, etc., concevoir et diffuser par les moyens adéquats l'information nécessaire auprès de ces instances, organiser les interventions au plus haut niveau politique.
Le cercle s'efforce de répartir équitablement les pouvoirs entre des membres de l'UMP et du Parti socialiste.
Dominique Strauss-Kahn en devient le vice-président à titre bénévole tout en bénéficiant d'un bureau, d'une secrétaire et de notes de frais.

## Fusion avec la GFI
En 2018, le Cercle de l'industrie fusionne avec le Groupe des Fédérations industrielles (GFI) pour devenir France Industrie, une organisation professionnelle qui a pour but de représenter le secteur industriel et ses acteurs en France.
D'après le texte de présentation, il s'agit d'un lieu de dialogues pour les grandes entreprises industrielles.
Il entretient des contacts avec le MEDEF, l’AFEP, BusinessEurope, la Table ronde des Industriels européens (ERT), le Transatlantic Partnership Network (TPN), ou encore l'Institut de l'entreprise (IE).

## Membres
Président
- 1994 - novembre 2001 Raymond Lévy, président du Conseil de surveillance de Lagardère Group, président de la Fondation Européenne pour le Management par la Qualité (1991-1992)[6]
- novembre 2001 - septembre 2002 Francis Mer[6]
- septembre 2002 - mai 2012 Denis Ranque, président de Technicolor
- mai 2012 - ? Philippe Varin, président de PSA

Deux vice-présidents, un de gauche, un de droite
- 1993-1997 Dominique Strauss-Kahn
- 1993-2004 Jacques Barrot
- 2005- 2013 Alain Lamassoure, membre de l'UMP, ancien ministre chargé des affaires européennes (1993-1995), député européen, vice-président de la délégation française au Parlement européen
- ? - 2012 Pierre Moscovici, membre du PS, ancien ministre chargé des affaires européennes (1997-2002), Ministre de l'Économie et des Finances (2012 - 2014), Commissaire européen aux affaires économiques et monétaires, à la Fiscalité et à l'Union douanière (2014 - En fonction)
- 2012 - 2013 Alain Rousset, membre du PS, député à l’Assemblée Nationale (2007-?), président du Conseil régional d'Aquitaine (1998-?), président de l’Association des régions de France (2004-?)

Trésorier
- Jean-Yves Naouri (frère de Jean-Charles Naouri), directeur des opérations du groupe Publicis

Membres du conseil d'administration
- Jean-Cyril Spinetta, président du CA
- Christophe Bories, président de Constellium
- Louis Gallois, ancien président exécutif d'EADS, président du conseil d'administration de PSA Peugeot - Citroën
- (?-2013) Pierre-André de Chalendar, PDG de Saint-Gobain
- (?-2013) Pierre Gadonneix président d’honneur d'EDF, président du Conseil mondial de l'énergie (CME)
- Bertrand Collomb, président d’honneur de Lafarge
- (2013) Jean-Pierre Clamadieu, président du comité exécutif de Solvay
- (2013) Benoît Potier, PDG d'Air Liquide
- (2013) Denis Ranque, ancien président du Cercle de l'Industrie
- (2013) Chris Viehbarer, directeur général de Sanofi

Membres fondateurs
- Dominique Strauss-Kahn
- Raymond Levy, (Président d'honneur)

Autres membres
- Jacques Barrot
- Guy Dollé
- Gilles Carrez
- Jean-Pierre Fourcade
- Jean Gandois

## Lobbying
Le cercle de l'industrie déclare à la Haute Autorité pour la transparence de la vie publique exercer des activités de lobbying en France pour un montant annuel qui n'excède pas 200 000 euros.
Le Cercle de l'industrie s'est associé en 2011 à l'UIMM et au Groupe des fédérations industrielles pour créer un think-tank (laboratoire d'idées) « La Fabrique de l'Industrie ».